# Odebolt (Iowa)
Odebolt – miasto w Stanach Zjednoczonych, w stanie Iowa, w hrabstwie Sac. W 2000 liczyło 1 153 mieszkańców.